# Mauro Olivi
 (octobre 2023).
Mauro Olivi (né le 9 juillet 1937 à Bologne) est un homme politique italien, membre du Parti communiste italien. Il a été député entre 1976 et 1987 pour la circonscription de Bologne-Ferrare-Ravenne-Forlì.